# The Troggs
The Troggs (tidigare kallad The Troglodytes) är en brittisk rockgrupp bildad i staden Andover i Hampshire i England 1964. Gruppen bestod ursprungligen av Reg Presley (egentligen Reginald Ball, sång), Chris Britton (gitarr), Pete Staples (basgitarr) och Ronnie Bond (Ronald Bullis) på trummor. Gruppen sägs med sitt råa och vilda sound ha haft stort inflytande på punkens sound. Medlemmarna i gruppen skrev det mesta av sitt låtmaterial själva.

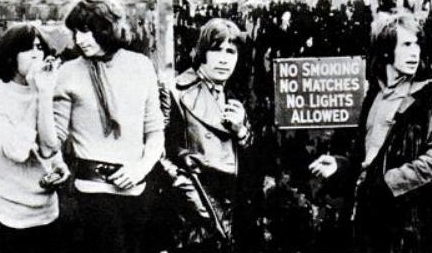
The Troggs 1971

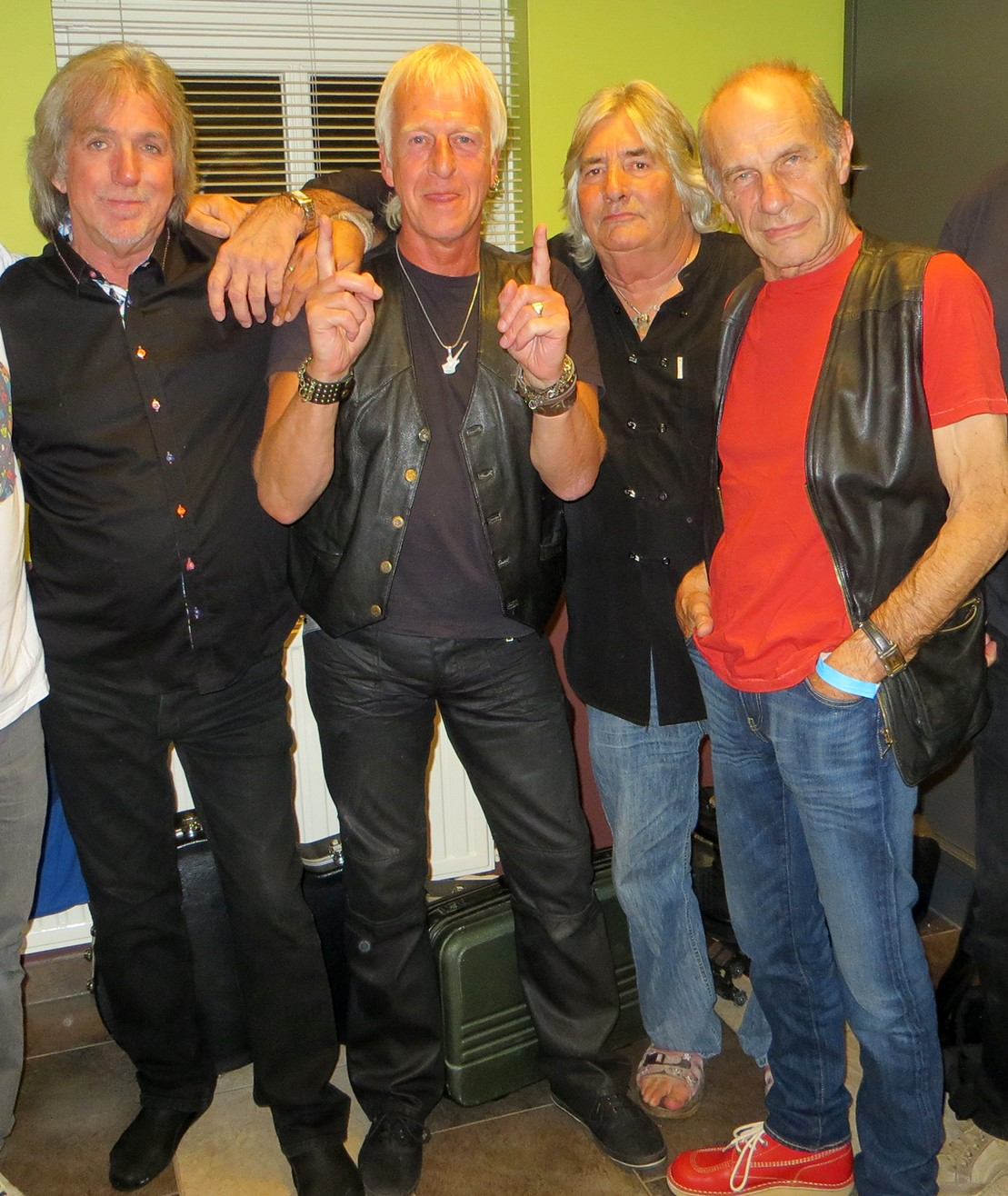
The Troggs 2014

The Troggs släppte sin debutsingel, "Lost Girl" i februari 1966, men den gick skivköparna obemärkt förbi. På våren försökte man igen med råbarkade singeln "Wild Thing" och slog igenom med råge. Låten låg etta på billboardlistan i USA och tog sig upp till en andra placering i Storbritannien. Det är antagligen den låten gruppen förknippas starkast med idag. Uppföljaren, "With a Girl Like You" var en något lugnare affär, men låg ändå etta i Storbritannien. Den låten var också gruppens populäraste på svenska Tio i topp där den låg nio veckor sensommaren 1966. På hösten 1966 släpptes så gruppens fjärde singel "I Can't Control Myself" där sångaren sjöng vilt och passionerat om flickor med lågt sittande byxor där höfterna syntes. Detta var för mycket för vissa radiostationer som bannlyste låten. Ändå blev det en framgång och låten låg tvåa på Englandslistan. I december 1966 gick "Lost Girl" in på svenska Tio i topp, detta trots att den aldrig blev någon hit i hemlandet.
I USA hade gruppen problem med två skivbolag som båda hävdade rätten till gruppens inspelningar, och därför sålde varken "With a Girl Like You" eller "I Can't Control Myself" vidare bra i staterna. Gruppen inledde 1967 med att ge ut den lugna låten, "Anyway That You Want Me" som visserligen sålde bra i Europa, men något sämre än tidigare. "Night of the Long Grass" blev samma år en topp-20 hit i Storbritannien. Sent 1967 släppte gruppen "flower power-balladen" "Love Is All Around" som blev en framgång, och deras första tio i topp-hit i USA på mer än ett år. Efter den låten var det dock slut på framgångar för gruppen. "Love Is All Around" blev en hit igen 1994 med gruppen Wet Wet Wet då den varit med i storfilmen Fyra bröllop och en begravning.
Gruppens frontfigur Reg Presley avled i lungcancer 4 februari 2013.
Troggs har spelat in flera av sina musikvideor i Stockholm, till exempel "Wild Thing" som spelats in på Odenplans tunnelbanestation.

## Diskografi
Album
- From Nowhere (1966)
- Trogglodynamite (1967)
- Cellophane (1967)
- Mixed Bag (1968)
- Trogglomania (1969) (samlingsalbum)
- As I Am (1969) (Chris Britton soloalbum)
- The Troggs (1975)
- The Troggs Tapes (1976)
- Live At Max's Kansas City (1980) (live)
- Black Bottom (1981)
- Feels like a woman (1982) (Rosa Honung)
- Au (1989)
- Athens Andover (1992) (insp. med medlemmar från R.E.M.)
- The Troggs Live (2002) (live)